# Pedro Eustache

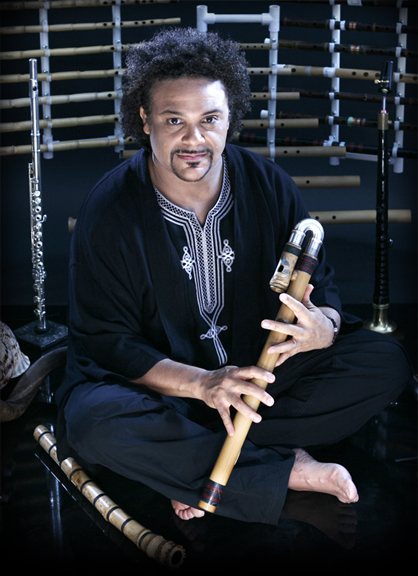
Foto van Pedro Eustache

Pedro Eustache (Caracas, 18 augustus 1959) is een creatieve solo-fluitist, bespeler van houtblazers in het genre wereldmuziek, riet-synthesizers en componist met als achtergrond diverse academische studies en meer dan 35 jaar professionele ervaring. Hij heeft meer dan zeven jaren symfonische ervaring en een collectie van ongeveer 600 instrumenten uit de hele wereld, waarvan er vele zijn gebouwd, ontworpen en aangepast door hemzelf.

## Biografie

### Studie
Zijn muzikale taal is het directe resultaat van zowel jaren van studie als professionele ervaring in de klassieke Europese, Afrikaanse en Amerikaanse jazz, wereldmuziek, populaire muziek, folklore en elektronische muziekvormen. Hij startte met muziek dankzij zijn broer Michel Eustache en werd later in 1977 een van de oprichters van het Venezolaanse netwerk van jeugdorkesten, beter bekend als El Sistema. Met een beurs van de Venezolaanse overheid ging hij naar Europa en studeerde af aan het Hector Berlioz-Conservatorium en L'Ècole de Musique D'Asnières in Parijs met maestro's Raymond Guiot en Pierre-Yves Artaud en in Bazel (Zwitserland) met maestro Aurèle Nicolet. Hij heeft een Master of Fine Arts in de jazz behaald aan het California Institute of the Arts in de Verenigde Staten, waar bij Dr James Newton Jr en Amiya Dasgupta studeerde en uitgebreide studies in andere muziekculturen van de wereld. Deze omvatten hindoestaanse klassieke muziek en bansuri (Noord-Indiase bamboefluit) met Pandits Ravi Shankar en Hariprasad Chaurasia (Pedro is hun enige Latijns-Amerikaanse leerling); Armeense duduk met maestro Djivan Gasparyan; Perzisch ney met professor Houman Pourmehdi; klassieke Arabische muziek met maestro Riadh El Fehri en Arabische ney met Dr Nabil Abdmouleh; Australische didgeridoo met David Hudson, de Chinese xiao (traditionele Chinees bamboefluit); de Japanse shakuhachi met wijlen sensei Mazakazu Yoshizawa; de Tunesische mezoued met Maestro Mustapha Ben Romdhane; kawala (herdersfluit uit het Midden-Oosten) met meester Nour Dhin en Arabische nay met maestro Hamsa El Faqir; en talloze anderen.

### Uitvoeringen en prijzen
Sinds 2005 is hij de kenmerkende houtblazer-solist met de uitvoeringen van Yanni. In de periode 2003-2004 was dit met Ethnicity en in 2005 met de Yanni Live!-tours en verschijnt op verschillende van de live-muziekvideo's waaronder Yanni Live at Royal Albert Hall, Tribute en Yanni Live! The Concert Event.
In 2005 was hij de karakteristieke fluit-, duduk-, bansuri- en piccolo-solist met het Grammy Award-winnende Concert For George Memorial Concert.
Hij won in 2007 de Film & TV Music Award voor de beste instrumentale uitvoering door een solist in een film- of televisie-setting voor zijn werk in Pirates of the Caribbean 3.
In 2008 gaf hij een solo-kerstconcert in de grootste concertzaal in Beiroet, het prestigieuze "Palais de l'Unesco", gedirigeerd door Michel Bassous en hij was een van de gasten van de zes uur durende huldebetuiging aan duduk-maestro Djivan Gasparyan dat door de Armeense regering georganiseerd was in Jerevan. De beide concerten zijn uitgebreid uitgezonden in beide regio's. In datzelfde jaar gaf hij een comeback-soloconcert in Caracas als solist en gastdocent voor het 2e Caracas International Flute Festival, waar hij het muziekstuk Concerto For Flute & Orchestra van C. Nielsen speelde, gedirigeerd door Christian Vasquez en het "Simon Bolivar Youth Sympony Orchestra".
In februari 2009 was zijn wereldpremière als componist-solist met zijn Suite Concertante for World Woodwinds & Symphony Orchestra. Een eerste in het symfonische repertoire, 45 minuten lang waarin 12 stukken chronologisch achter elkaar op 21 verschillende solo-instrumenten onder leiding van dirigent Gustavo Dudamel met zijn "Orquesta Sinfónica Simón Bolívar" in Caracas, Venezuela.
Hij heeft ook uitvoeringen en opnames gemaakt als belangrijkste solist met de Orchestra dell'Accademia Nazionale di Santa Cecilia, L'Orchestre Symphonique Du Bal de Vienne, Orquesta Sinfónica Simón Bolívar, London Symphony Orchestra, Prague Symphony Orchestra, Venezuela Symphony Orchestra, Caracas Symphonietta en vele andere.

### Filmmuziek en andere toepassingen
Als studiomuzikant is Eustache door de opnamestudio's in Los Angeles een veelgevraagd houtblazer-solist, waar hij een groot aantal studiosessies heeft gedaan voor films als houtblazer-muzikant, waaronder als belangrijkste solist voor de soundscore van de film The Passion of the Christ van Mel Gibson, geschreven door John Debney.
In de film Munich van Steven Spielberg speelde hij met zijn fluiten uit het Midden-Oosten, houtblazers en Armeense duduk, gecomponeerd en gedirigeerd door maestro John Williams, die voor zowel de Oscars (2006) als de 49e Grammy Awards genomineerd waren voor "Best Soundscore". Hij soleerde uitgebreid met de Midden-Oosten-houtblazers en duduk met het London Symphony Orchestra in de film, The Body. Andere soundstracks van films betreffen onder andere "Kung Fu Panda", "American Gangster", "Rendition", "David & Fatima", "Body Of Lies", "Don't Mess with The Zohan", "Syriana", "The Village", "Blood Diamond", "King Kong", "Tropic Thunder", "The Tale Of Despereaux", "The Stonning Of Soraya M.", "The Mummy 3", "Beverly Hills Chihuahua", samen met vele anderen.
Zijn muzieksolo's met zijn wereld-fluiten en houtblazers is door verschillende artiesten gebruikt, waaronder Paul McCartney met het nummer Jenny Wren, een duet met zijn Chaos and Creation in the Backyard-single cd's en Growing Up Falling Down van zijn Fine Line-cd.
De muziek van Eustache is ook prominent aanwezig in de soundtracks van computerspel World of Warcraft: The Burning Crusade, een multiplayer-titel met meer dan 9 miljoen abonnees wereldwijd (met componisten Matt Uelmen, Russell Brower, en Derek Duke), en Sony's "Lair" (door componist John Debney).
Andere opnamen, tours en optredens betreffen onder andere met jazzfluitist en -componist James Newton, de Perzische diva Googoosh, de Armeense componist en keyboardist Ara Gevorgian, en de Indiase Anoushka Shankar.
Eustache is soloïst in de World of Hans Zimmer Band.

### Diversen
Als leraar heeft Eustache lesgegeven in de klassieke westerse fluit aan het Venezuelan National Youth Symphony's Conservatory, het Children's Orchestra Conservatory; jazz-fluitmuziek in de periode 1993-1995 en in 2008 aan het California Institute of the Arts; in een vernieuwde band met zijn vaderland Introduction to Music Technology, Improvisation for Non-Improvisers Parts I & II en World Music I: Introduction to The Classical Music of North India aan het Instituto Universitario de Estudios Musicales (IUDEM), evenals fluit-masterclasses op het FESNOJIV-hoofdkantoor in Caracas.
Tevens schrijft hij verschillende boeken, waaronder "Introduction to Western Tonal Improvisation For the Non-Improvising Performer", "A Practical Approach to Acquiring-Developing Creative and Technical Mozartian Language in the Flute (and other instruments)", beide onderdeel van de "Tonal Western Classical Music Improvisation"-serie; "Some of My World Woodwind Instruments" en "The Flute Book: A Holistic Approach to Flute Instruction".
Andere aspecten van zijn artistieke creativiteit omvatten het onderzoek, ontwerpen, aanpassen en bouwen van unieke op de persoon afgestemde blaasinstrumenten en zijn betrokkenheid bij de toepassing van nieuwe computergebaseerde digitale audiotechnologieën (waarbij zijn recentste solo-cd-projecten geproduceerd, opgenomen, geordend en gemist zijn door DAW-gebaseerde systemen).

## Artiesten
Artiesten waar Eustache mee heeft samengewerkt in tournees en opnames met houtblazers zijn onder andere:
| - Dr José Antonio Abreu - Alex Acuña - Justo Almario - Steve Amerson - Armen Anassian - Armenchik - Aradhna - Pastor Dr. Edgar Beltran Sr. - Russell Brower - Swapan Chaudhuri - Phil Collins - Michel Colombier - Andraé Crouch - Dariush - John Debney - Daniel de los Reyes - Alexandre Desplat - Prince Diabate - Gustavo Dudamel - Ebi - Danny Elfman - Emanuel - Riadh Fehri | - FESNOJIV - Ramon Flores - John Frizzel - Djivan Gasparyan - Ara Gevorgian - Googoosh - Pastor Sy Goraieb - Don Grusin - The Hands On'Semble - Omar Hakim - Dr.Jack Hayford - Don Henley - Paul Hepker - Philippe Herreweghe - Pastor Benny Hinn - Mark Isham - Karsh Kale - Mark Kilian - Haytham Kawar - Abraham Laboriel Sr. - Lian Ensemble - Paul Livingstone - Machine Head | - Mark Mancina - Flora Martirosian - Paul McCartney - Mehrdad - Pastor Tomy Moya - CCR - Ednita Nazario - David Newman - Dr. James Newton Jr. - James Newton Howard - Pastor Samuel Olson - Orquesta Sinfónica Simón Bolívar - Evangelist Luis Palau - John Peña - The Pfeiffer Bros - Pimpinela - E.S. Posthumus - John Powell - Frank Quintero - Graeme Revell - Walter Rodriguez - Ardeshir Rohani - Aria Rohani - Otmaro Ruíz | - Brenda Russell - Arturo Sandoval - Nasser Salameh - Shakira - Teddy Shapiro - Anoushka Shankar - Ravi Shankar - Arturo Soler - Strunz & Farah - Stephen Taylor - Tabernáculo Bíblico Bautista (El Salvador) - TCOTW - Tim Truman - Matt Uelmen - Ross Vanelli - Tomy Walker - John Williams - Tim Williams - The Woljan Bros - Yanni - Aaron Zigman - Zade Dirani - Hans Zimmer |

## Discografie
Als solist:
- Hymns Of Yesterday & Today (2007)
- Global Mvission (2004)
- The Giant Sleeps (1995)
- Strive for Higher Realities (1993)